# Червен рак
Червените раци (Gecarcoidea natalis) са вид висши ракообразни от семейство Gecarcinidae.

## Разпространение
Срещат се само на остров Рождество и Кокосовите острови в Индийския океан.

## Описание
Обикновено са ярко червени, като черупката им е с ширина до 11,6 см.

## Хранене
Хранят се с паднали на земята листа, плодове и цветове, с отпадъци и с мърша.

## Размножаване
Ежегодно извършват масова миграция до морето, където снасят яйцата си.